# Território da Bacia do Sarre
```
   |-
       |
Erro:
:  
valor não especificado para "
nome_comum
"

   |-
       | 
Erro:
:  
valor não especificado para "
continente
"
```

O Território da Bacia do Sarre (em alemão: Saarbeckengebiet, Saarterritorium e em francês: Territoire du bassin de la Sarre) foi um território, cuja capital era a cidade de Saarbrücken, sob a administração da Liga das Nações, formado em 1920, segundo os termos do Tratado de Versalhes. Foi desmembrado do Império Alemão , e reanexado à França, como determinado no Tratado de Versalhes. Esse foi, inclusive, um dos motivos que a Alemanha iniciou a 2ª Guerra Mundial